# Dennis Bergkamp
Dennis Nicolaas Maria Bergkamp (Amsterdam, 10 mei 1969) is een voormalig Nederlands voetballer die vooral succes behaalde als speler van Ajax en Arsenal. Bergkamp kwam tijdens zijn carrière op clubniveau uit voor achtereenvolgens Ajax, Internazionale en Arsenal. Ook speelde hij in totaal 79 keer voor het Nederlands elftal, waarin hij 37 keer tot scoren kwam. Bergkamp speelde veelal als schaduwspits.
Bergkamp werd door Pelé opgenomen in de FIFA 100, een lijst van de beste 125 voetballers aller tijden. Tevens is hij – als enige Nederlander – opgenomen in de English Football Hall of Fame en is hij tweemaal als derde geëindigd in de Wereldvoetballer van het jaar-verkiezing van de FIFA.
Sinds de zomer van 2011 was Bergkamp assistent-trainer bij Ajax, een functie die hij vervulde tot eind december 2017, toen hij op non-actief werd gesteld. Officieel ontslag volgde in juli 2018.

## Biografie

### Jeugd
De ouders van Bergkamp waren fanatieke voetbalfans en vernoemden hun zoon naar de Schotse speler Denis Law. De jonge Bergkamp zette zijn eerste stappen op het voetbalveld bij Wilskracht/SNL. Hij rondde het vwo succesvol af op het Sint-Nicolaaslyceum in Amsterdam.

### Ajax

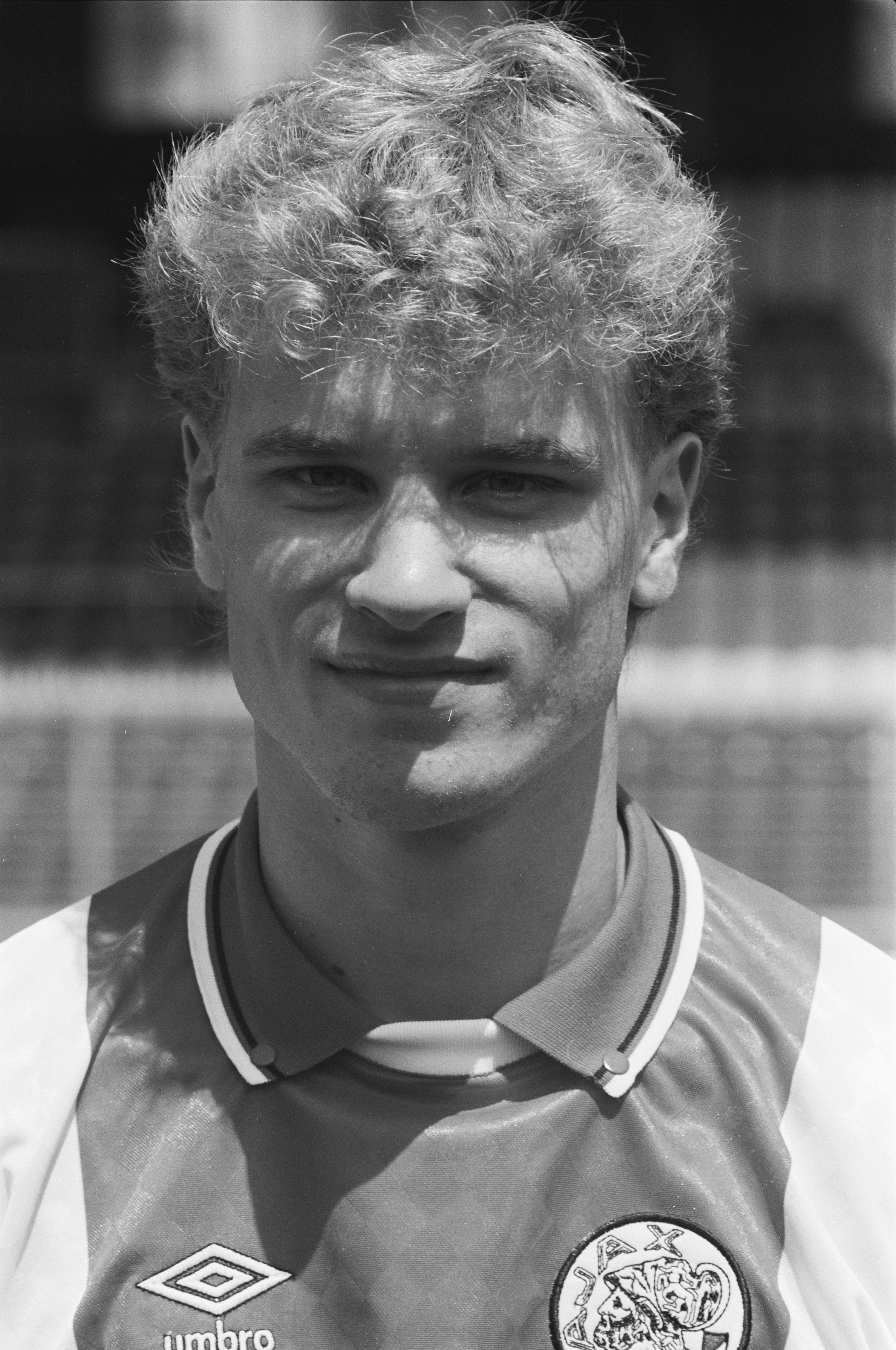
Bergkamp bij Ajax in 1989

Bergkamp werd toegelaten tot de jeugdopleiding van Ajax toen hij twaalf jaar was. Hij maakte zijn debuut in het eerste elftal onder trainer Johan Cruijff op 14 december 1986, tegen Roda JC. Een half jaar later won hij zijn eerste hoofdprijs: hij viel in tijdens de gewonnen Europacup II-finale tegen Lokomotive Leipzig.
Vanaf het volgende seizoen was Bergkamp basisspeler bij Ajax. Hij werd landskampioen in 1990, won de UEFA Cup in 1992 en de KNVB beker in 1993. Hij werd drie keer (mede-)topscorer van de Eredivisie (1991, 1992, 1993) en werd tweemaal gekozen tot Nederlands voetballer van het jaar (1991, 1992). In totaal speelde Bergkamp 239 wedstrijden voor Ajax, waarin hij 122 doelpunten maakte.

### Internazionale
In de zomer van 1993 werden Bergkamp en teamgenoot Wim Jonk getransfereerd naar Internazionale. Hij bleef twee seizoenen actief in de Serie A. De defensieve Italiaanse speelstijl lag hem niet zo. Bovendien kon hij met sommige mensen binnen de club slecht overweg. In 1994 won hij met Internazionale wel de UEFA Cup.

### Arsenal

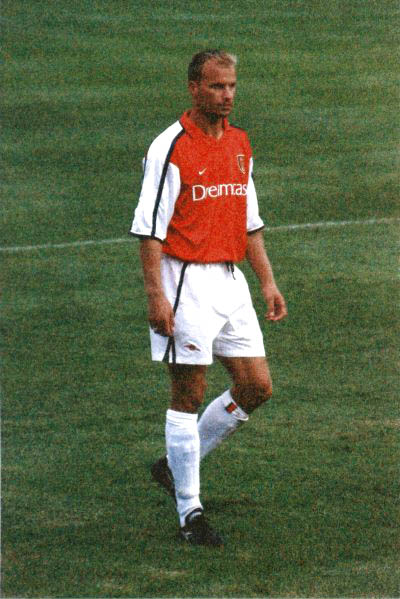
Bergkamp in het tenue van Arsenal

In 1995 vertrok Bergkamp naar Arsenal. Bergkamp was de eerste inkomende transfer van manager Bruce Rioch en was de recordaankoop van Arsenal in die tijd. Arsenal betaalde 7,5 miljoen pond voor hem. Aanvankelijk had hij wat moeite zich aan de Engelse speelstijl aan te passen (zijn eerste goal kwam pas na zeven wedstrijden), maar uiteindelijk vormde hij een sterk aanvalsduo met Ian Wright. Onder Bruce Riochs (officiële) opvolger, de legendarisch geworden Fransman Arsène Wenger, zou Bergkamp zich echt gaan tonen aan de Engelse supporters. Hij werd een sterkhouder. Zijn meest succesvolle seizoen was 1997/1998, waarin zowel de Engelse landstitel als de FA Cup gewonnen werd. Bergkamps technisch hoogstaande speelstijl werd in Engeland zeer bewonderd: in september '97 eindigde zijn hattrick tegen Leicester City in de 'Goal of the Month'-verkiezing van het BBC-programma Match of the Day op de 1e, 2e én 3e plaats, een unicum in de lange geschiedenis van deze show.
Nick Hornby beschreef over Bergkamps doelpunt tegen Newcastle United een voorbeeld van zijn balcontrole: "Met zijn rug naar het doel nam hij de bal op zijn ene voet, speelde hem rond een verdediger met een andere voet en schoot hem langs de doelverdediger met zijn... Heeft Dennis Bergkamp drie voeten? Waarschijnlijk niet. Het leek alleen zo." In 2017 werd deze goal door bezoekers van de website van BBC Sport verkozen tot het mooiste doelpunt uit de geschiedenis van de Premier League.
Met Arsenal behaalde Bergkamp opnieuw de "double" in 2002. In 2003 en 2005 won hij weer de FA Cup, en daartussenin, in 2004, veroverde hij zijn derde Engelse landstitel. Na de nodige speculatie over een mogelijk vertrek of zelfs het einde van zijn carrière tekende hij in 2005 toch een contract voor nog één seizoen. Uiteindelijk heeft hij meer dan 400 wedstrijden voor de Londense club gespeeld. In januari 2006 stond de teller op 120 goals.
Datzelfde jaar bereikte Bergkamp met Arsenal ook nog de finale van de UEFA Champions League. Hoewel Bergkamp weinig aan spelen toekwam in het seizoen 2005/2006, heeft hij toch zijn bijdrage aan dit succes kunnen leveren. Hij kreeg in Engeland vijf verschillende bijnamen: "Dennis the Menace", "Bergy", "The Iceman" en "The Non-Flying Dutchman" (afgeleid van zijn vliegangst). Maar de meest eervolle bijnaam die het Engelse publiek hem gaf blijft toch wel: "God". Zelfs Arsenal-shirts met rugnummer 10 en spelersnaam "God" werden te koop aangeboden in Londen. Als christen is Bergkamp nooit blij geweest met deze laatste bijnaam.
Voormalig teamgenoten Thierry Henry, Cesc Fàbregas en Robin van Persie zeggen veel geleerd te hebben van de stylist Bergkamp.

### Oranje
Bergkamp maakte, onder bondscoach Rinus Michels, zijn debuut in het Nederlands elftal op 26 september 1990 in een vriendschappelijke wedstrijd tegen Italië, net als Stan Valckx (PSV) en Frank de Boer (Ajax). Zijn eerste grote toernooi was het EK voetbal 1992 in Zweden. Hij scoorde de enige goal tegen Schotland en besliste de laatste groepswedstrijd tegen Duitsland. Na een afleidingsmanoeuvre van Marco van Basten was het Bergkamp die de 3-1 aantekende. Hij maakte ook een doelpunt in de halve finale tegen Denemarken en werd daarmee mede-topscorer van het toernooi met drie doelpunten.

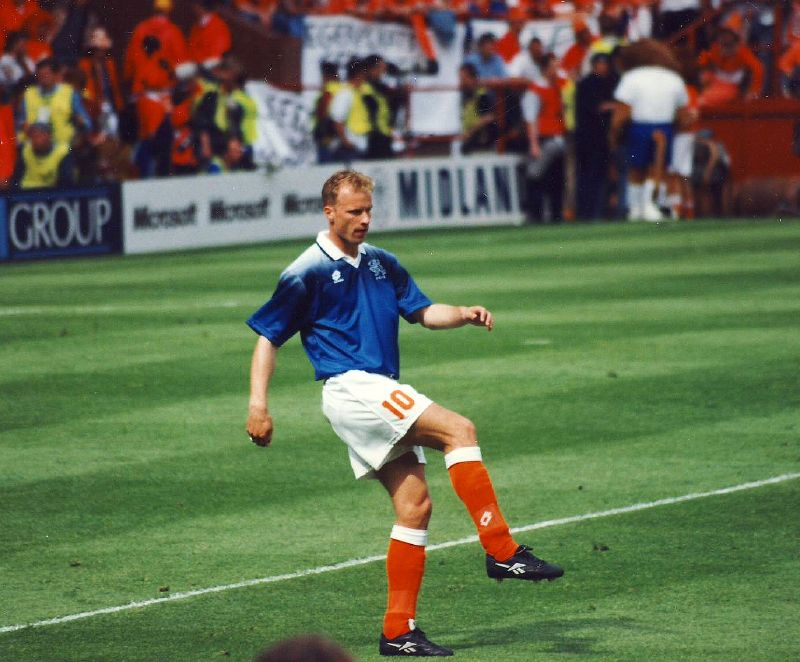
Bergkamp tijdens de warming up op het EK 1996 in de wedstrijd tegen Schotland in het Villa Park, Birmingham

Twee jaar later nam hij deel aan het WK voetbal 1994 in de Verenigde Staten. Hij viel vooral op door een mooie goal in de kwartfinale wedstrijd tegen Brazilië. Tijdens dat toernooi deed zich een incident voor dat later grote gevolgen bleek te hebben: tijdens een tussenlanding "grapte" een journalist van het Algemeen Dagblad dat hij een bom bij zich had. Het gevolg was dat het toestel binnenstebuiten gekeerd werd en de Oranje-selectie uren in de brandende zon op de landingsbaan moest wachten. Er wordt wel beweerd dat de vliegangst van Bergkamp, die vijf jaar eerder goede vrienden had verloren bij de SLM-ramp, hierdoor veroorzaakt is. Bergkamp zelf ontkent dit.
Tijdens het EK voetbal 1996 speelde Nederland geen rol van betekenis. Bergkamp scoorde overigens wel tegen Zwitserland, na een assist van doelman Van der Sar. Veel beter ging het bij het WK 1998 in Frankrijk. Bergkamp speelde een cruciale rol bij het succes van het Nederlands elftal: hij scoorde driemaal, waaronder een van zijn allermooiste en belangrijkste goals, de 2-1 in de slotseconden van de kwartfinale tegen Argentinië. Bergkamp nam in de lucht een dieptepass aan van Frank de Boer, kapte de bal langs de Argentijnse verdediger Ayala en schoot de bal met buitenkant rechts over de doelman Carlos Roa. Uiteindelijk eindigde Nederland dat toernooi als vierde, en Bergkamps status als wereldster was verzekerd.
Het laatste internationale toernooi waar Bergkamp aan meedeed was Euro 2000 in Nederland en België. Alhoewel hij niet scoorde had hij een belangrijke rol in de ploeg. Omdat het WK voetbal 2002 in Japan en Zuid-Korea werd gehouden, landen die anders dan met het vliegtuig nauwelijks te bereiken zijn, zette hij na Euro 2000 een punt achter zijn interlandcarrière. In 79 interlands kwam hij tot 37 doelpunten. Bij zijn afscheid was hij topscorer aller tijden van Oranje, maar later is hij ingehaald door Patrick Kluivert, Robin van Persie en op 16 september 2014 ook door Klaas-Jan Huntelaar. Velen denken dat het gemis van Bergkamp tijdens de kwalificatiewedstrijden ertoe bijgedragen heeft dat Nederland zich niet voor het wereldkampioenschap wist te plaatsen.
Als Oranje-speler maakte Bergkamp deel uit van de "net niet-generatie", die veelal ver reikte, maar uiteindelijk op de grote toernooien werden uitgeschakeld na het nemen van strafschoppen: EK'92 (halve finale), EK'96 (kwartfinale), WK'98 (halve finale) en EK'00 (halve finale).
| Interlands van Dennis Bergkamp voor Nederland | Interlands van Dennis Bergkamp voor Nederland | Interlands van Dennis Bergkamp voor Nederland | Interlands van Dennis Bergkamp voor Nederland | Interlands van Dennis Bergkamp voor Nederland | Interlands van Dennis Bergkamp voor Nederland |
| №                                             | Datum                                         | Wedstrijd                                     | Uitslag                                       | Competitie                                    | Goals                                         |
| --------------------------------------------- | --------------------------------------------- | --------------------------------------------- | --------------------------------------------- | --------------------------------------------- | --------------------------------------------- |
| 1                                             | 26 Sep 1990                                   | Italië – Nederland                            | 1–0                                           | Vriendschappelijk                             |                                               |
| 2                                             | 17 Oct 1990                                   | Portugal – Nederland                          | 1–0                                           | EK-kwalificatie                               |                                               |
| 3                                             | 21 Nov 1990                                   | Nederland – Griekenland                       | 2–0                                           | EK-kwalificatie                               | Goal                                          |
| 4                                             | 19 Dec 1990                                   | Malta – Nederland                             | 0–8                                           | EK-kwalificatie                               | Goal · Goal                                   |
| 5                                             | 13 Mar 1991                                   | Nederland – Malta                             | 1–0                                           | EK-kwalificatie                               |                                               |
| 6                                             | 17 Apr 1991                                   | Nederland – Finland                           | 2–0                                           | EK-kwalificatie                               |                                               |
| 7                                             | 11 Sep 1991                                   | Nederland – Polen                             | 1–1                                           | Vriendschappelijk                             | Goal                                          |
| 8                                             | 16 Oct 1991                                   | Nederland – Portugal                          | 1–0                                           | EK-kwalificatie                               |                                               |
| 9                                             | 04 Dec 1991                                   | Griekenland – Nederland                       | 0–2                                           | EK-kwalificatie                               | Goal                                          |
| 10                                            | 12 Feb 1992                                   | Portugal – Nederland                          | 2–0                                           | Vriendschappelijk                             |                                               |
| 11                                            | 27 May 1992                                   | Nederland – Oostenrijk                        | 3–2                                           | Vriendschappelijk                             | Goal                                          |
| 12                                            | 30 May 1992                                   | Nederland – Wales                             | 4–0                                           | Vriendschappelijk                             |                                               |
| 13                                            | 05 Jun 1992                                   | Frankrijk – Nederland                         | 1–1                                           | Vriendschappelijk                             |                                               |
| 14                                            | 12 Jun 1992                                   | Nederland – Schotland                         | 1–0                                           | EK-eindronde                                  | Goal                                          |
| 15                                            | 15 Jun 1992                                   | Nederland – GOS                               | 0–0                                           | EK-eindronde                                  |                                               |
| 16                                            | 18 Jun 1992                                   | Nederland – Duitsland                         | 3–1                                           | EK-eindronde                                  | Goal                                          |
| 17                                            | 22 Jun 1992                                   | Denemarken – Nederland                        | 2–2                                           | EK-eindronde                                  | Goal                                          |
| 18                                            | 09 Sep 1992                                   | Nederland – Italië                            | 2–3                                           | Vriendschappelijk                             | Goal · Goal                                   |
| 19                                            | 23 Sep 1992                                   | Noorwegen – Nederland                         | 2–1                                           | WK-kwalificatie                               | Goal                                          |
| 20                                            | 14 Oct 1992                                   | Nederland – Polen                             | 2–2                                           | WK-kwalificatie                               |                                               |
| 21                                            | 24 Feb 1993                                   | Nederland – Turkije                           | 3–1                                           | WK-kwalificatie                               |                                               |
| 22                                            | 28 Apr 1993                                   | Engeland – Nederland                          | 2–2                                           | WK-kwalificatie                               | Goal                                          |
| 23                                            | 09 Jun 1993                                   | Nederland – Noorwegen                         | 0–0                                           | WK-kwalificatie                               |                                               |
| 24                                            | 22 Sep 1993                                   | San Marino – Nederland                        | 0–7                                           | WK-kwalificatie                               |                                               |
| 25                                            | 13 Oct 1993                                   | Nederland – Engeland                          | 2–0                                           | WK-kwalificatie                               | Goal                                          |
| 26                                            | 17 Nov 1993                                   | Polen – Nederland                             | 1–3                                           | WK-kwalificatie                               | Goal · Goal                                   |
| 27                                            | 19 Jan 1994                                   | Tunesië – Nederland                           | 2–2                                           | Vriendschappelijk                             |                                               |
| 28                                            | 23 Mar 1994                                   | Schotland – Nederland                         | 0–1                                           | Vriendschappelijk                             |                                               |
| 29                                            | 20 Apr 1994                                   | Nederland – Ierland                           | 0–1                                           | Vriendschappelijk                             |                                               |
| 30                                            | 01 Jun 1994                                   | Nederland – Hongarije                         | 7–1                                           | Vriendschappelijk                             | Goal · Goal                                   |
| 31                                            | 12 Jun 1994                                   | Canada – Nederland                            | 0–3                                           | Vriendschappelijk                             | Goal                                          |
| 32                                            | 21 Jun 1994                                   | Nederland – Saoedi-Arabië                     | 2–1                                           | WK-eindronde                                  |                                               |
| 33                                            | 25 Jun 1994                                   | België – Nederland                            | 1–0                                           | WK-eindronde                                  |                                               |
| 34                                            | 29 Jun 1994                                   | Marokko – Nederland                           | 1–2                                           | WK-eindronde                                  | Goal                                          |
| 35                                            | 04 Jul 1994                                   | Nederland – Ierland                           | 2–0                                           | WK-eindronde                                  | Goal                                          |
| 36                                            | 09 Jul 1994                                   | Brazilië – Nederland                          | 3–2                                           | WK-eindronde                                  | Goal                                          |
| 37                                            | 12 Oct 1994                                   | Noorwegen – Nederland                         | 1–1                                           | EK-kwalificatie                               |                                               |
| 38                                            | 22 Feb 1995                                   | Nederland – Portugal                          | 0–1                                           | Vriendschappelijk                             |                                               |
| 39                                            | 29 Mar 1995                                   | Nederland – Malta                             | 4–0                                           | EK-kwalificatie                               | Goal                                          |
| 40                                            | 06 Sep 1995                                   | Nederland – Wit-Rusland                       | 1–0                                           | EK-kwalificatie                               |                                               |
| 41                                            | 15 Nov 1995                                   | Nederland – Noorwegen                         | 3–0                                           | EK-kwalificatie                               |                                               |
| 42                                            | 13 Dec 1995                                   | Nederland – Ierland                           | 2–0                                           | EK-kwalificatie                               |                                               |
| 43                                            | 24 Apr 1996                                   | Nederland – Duitsland                         | 0–1                                           | Vriendschappelijk                             |                                               |
| 44                                            | 29 May 1996                                   | Nederland – China                             | 2–0                                           | Vriendschappelijk                             |                                               |
| 45                                            | 04 Jun 1996                                   | Nederland – Ierland                           | 3–1                                           | Vriendschappelijk                             | Goal                                          |
| 46                                            | 10 Jun 1996                                   | Nederland – Schotland                         | 0–0                                           | EK-eindronde                                  |                                               |
| 47                                            | 13 Jun 1996                                   | Zwitserland – Nederland                       | 0–2                                           | EK-eindronde                                  | Goal                                          |
| 48                                            | 18 Jun 1996                                   | Engeland – Nederland                          | 4–1                                           | EK-eindronde                                  |                                               |
| 49                                            | 23 Jun 1996                                   | Frankrijk – Nederland                         | 0–0                                           | EK-eindronde                                  |                                               |
| 50                                            | 31 Aug 1996                                   | Nederland – Brazilië                          | 2–2                                           | Vriendschappelijk                             |                                               |
| 51                                            | 09 Nov 1996                                   | Nederland – Wales                             | 7–1                                           | WK-kwalificatie                               | Goal · Goal · Goal                            |
| 52                                            | 14 Dec 1996                                   | België – Nederland                            | 0–3                                           | WK-kwalificatie                               | Goal                                          |
| 53                                            | 26 Feb 1997                                   | Frankrijk – Nederland                         | 2–1                                           | Vriendschappelijk                             | Goal                                          |
| 54                                            | 29 Mar 1997                                   | Nederland – San Marino                        | 4–0                                           | WK-kwalificatie                               |                                               |
| 55                                            | 30 Apr 1997                                   | San Marino – Nederland                        | 0–6                                           | WK-kwalificatie                               | Goal · Goal                                   |
| 56                                            | 06 Sep 1997                                   | Nederland – België                            | 3–1                                           | WK-kwalificatie                               | Goal                                          |
| 57                                            | 11 Oct 1997                                   | Nederland – Turkije                           | 0–0                                           | WK-kwalificatie                               |                                               |
| 58                                            | 13 Jun 1998                                   | België – Nederland                            | 0–0                                           | WK-eindronde                                  |                                               |
| 59                                            | 20 Jun 1998                                   | Nederland – Zuid-Korea                        | 5–0                                           | WK-eindronde                                  | Goal                                          |
| 60                                            | 25 Jun 1998                                   | Nederland – Mexico                            | 2–2                                           | WK-eindronde                                  |                                               |
| 61                                            | 29 Jun 1998                                   | Nederland – Joegoslavië                       | 2–1                                           | WK-eindronde                                  | Goal                                          |
| 62                                            | 04 Jul 1998                                   | Argentinië – Nederland                        | 1–2                                           | WK-eindronde                                  | Goal                                          |
| 63                                            | 07 Jul 1998                                   | Brazilië – Nederland                          | 1–1                                           | WK-eindronde                                  |                                               |
| 64                                            | 11 Jul 1998                                   | Kroatië – Nederland                           | 2–1                                           | WK-eindronde                                  |                                               |
| 65                                            | 10 Oct 1998                                   | Nederland – Peru                              | 2–0                                           | Vriendschappelijk                             |                                               |
| 66                                            | 13 Oct 1998                                   | Nederland – Ghana                             | 0–0                                           | Vriendschappelijk                             |                                               |
| 67                                            | 10 Feb 1999                                   | Portugal – Nederland                          | 0–0                                           | Vriendschappelijk                             |                                               |
| 68                                            | 31 Mar 1999                                   | Nederland – Argentinië                        | 1–1                                           | Vriendschappelijk                             |                                               |
| 69                                            | 04 Sep 1999                                   | Nederland – België                            | 5–5                                           | Vriendschappelijk                             |                                               |
| 70                                            | 09 Oct 1999                                   | Nederland – Brazilië                          | 2–2                                           | Vriendschappelijk                             | Goal                                          |
| 71                                            | 13 Nov 1999                                   | Nederland – Tsjechië                          | 1–1                                           | Vriendschappelijk                             |                                               |
| 72                                            | 26 Apr 2000                                   | Nederland – Schotland                         | 0–0                                           | Vriendschappelijk                             |                                               |
| 73                                            | 27 May 2000                                   | Nederland – Roemenië                          | 2–1                                           | Vriendschappelijk                             |                                               |
| 74                                            | 04 Jun 2000                                   | Nederland – Polen                             | 3–1                                           | Vriendschappelijk                             |                                               |
| 75                                            | 11 Jun 2000                                   | Nederland – Tsjechië                          | 1–0                                           | EK-eindronde                                  |                                               |
| 76                                            | 16 Jun 2000                                   | Nederland – Denemarken                        | 3–0                                           | EK-eindronde                                  |                                               |
| 77                                            | 21 Jun 2000                                   | Nederland – Frankrijk                         | 3–2                                           | EK-eindronde                                  |                                               |
| 78                                            | 25 Jun 2000                                   | Nederland – Joegoslavië                       | 6–1                                           | EK-eindronde                                  |                                               |
| 79                                            | 29 Jun 2000                                   | Nederland – Italië                            | 0–0                                           | EK-eindronde                                  |                                               |

### Afscheidswedstrijd
Na twintig jaar profvoetbal speelde Bergkamp op 22 juli 2006 een afscheidswedstrijd. Onder het oog van zijn ouders, vrouw Henrietta en zijn vier kinderen nam hij het met Arsenal op tegen Ajax. Na de rust werd in beide teams plaatsgemaakt voor ex-teamgenoten en kwamen er tal van (ex-)voetballers opdraven, onder wie Marco van Basten en Johan Cruijff. Edgar Davids werd uitgefloten, omdat hij op dat moment uitkwam voor de aartsrivaal van Arsenal, stadgenoot Tottenham Hotspur.
De afscheidswedstrijd ging samen met de opening van het nieuwe Emirates Stadium van Arsenal, dat uitverkocht was. Alle 54.000 kaarten gingen binnen enkele seconden over de toonbank. Fans waren uitgedost in rood, wit en oranje, de clubs (Ajax en Arsenal) en het Nederlands elftal symboliserend, waar hij furore maakte. Bergkamp won zijn laatste wedstrijd met 2-1. Huntelaar scoorde voor Ajax, Kanu en Henry namens Arsenal.

### Trainer
Op 9 april 2008 werd bekendgemaakt dat Bergkamp zich had aangemeld voor de cursus Coach Betaald Voetbal. Indien Bergkamp wordt toegelaten mag hij de verkorte cursus voor oud-topspelers volgen. Inmiddels was bekend dat Bergkamp stage zou gaan lopen bij Ajax, onder Van Basten. Zo keerde Bergkamp terug bij de club waar hij tussen 1986 en 1993 in de hoofdmacht actief was. Op 18 juli begon Bergkamp zijn stage bij Ajax.
Op 24 oktober 2008 maakte de KNVB bekend dat Bergkamp als assistent van Johan Neeskens bij Nederland-B werd aangesteld.
Vanaf het seizoen 2009/2010 was hij trainer van de D2 van Ajax. Hij tekende een tweejarig contract en gaf daarbij zelf aan dat hij het eerste jaar als evaluatieperiode wilde. Sinds 3 januari 2011 was hij trainer A1 van Ajax. Hij volgde daarmee Frank de Boer op.
Medio 2011 werd Bergkamp assistent-trainer van Frank de Boer bij Ajax 1, samen met Hennie Spijkerman en Carlo l'Ami. Bergkamp bleef die functie behouden toen Peter Bosz halverwege 2016 de taken van De Boer overnam. Na Bosz' vertrek in de zomer van 2017 werd Bergkamp onder Marcel Keizer individueel trainer bij Ajax 1. Hij bleef lid van het technische hart. Op 21 december 2017 werd hij met Keizer en Spijkerman op non-actief gesteld. Wisselvallige resultaten van het eerste team waren daar debet aan. Bij Bergkamp speelde ook nog mee dat de directie met hem van mening verschilde over het technische beleid.
Op 21 maart 2019 trad Bergkamp in dienst bij Almere City. Hij zal als veldtrainer bij de beloften twee keer per week de training verzorgen voor het team waar ook zijn zoon in speelt.

### Lucky Ajax
Als oud-speler van Ajax is Bergkamp ook lid van Lucky Ajax. Op zaterdag 15 augustus 2009 speelde Bergkamp zijn eerste duel in het elftal van Lucky Ajax. In Nieuwegein speelde hij tijdens het United Jeugd Cup-toernooi mee met Lucky Ajax tegen New Generation. Hij wist eenmaal te scoren en had diverse assists in het met 9-1 gewonnen duel.

## Privéleven
Bergkamp is getrouwd en heeft één zoon en drie dochters.

## Erelijst

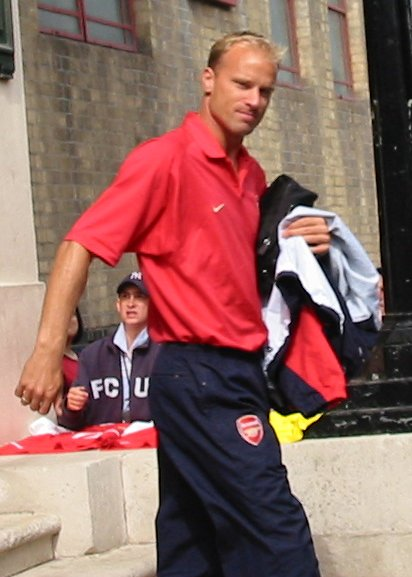
Bergkamp tijdens zijn tijd bij Arsenal

Als speler
| Competitie                              |        |                                    |      |      |
| Competitie                              | Aantal | Jaren                              |      |      |
| Ajax                                    | Ajax   | Ajax                               | Ajax | Ajax |
| --------------------------------------- | ------ | ---------------------------------- | ---- | ---- |
| Continentaal                            |        |                                    |      |      |
| European Cup Winners' Cup               | 1x     | 1986/87                            |      |      |
| UEFA Cup                                | 1x     | 1991/92                            |      |      |
| Nationaal                               |        |                                    |      |      |
| Eredivisie                              | 1x     | 1989/90                            |      |      |
| KNVB beker                              | 2x     | 1986/87, 1992/93                   |      |      |
| Internazionale                          |        |                                    |      |      |
| UEFA Cup                                | 1x     | 1993/94                            |      |      |
| Arsenal                                 |        |                                    |      |      |
| Premier League                          | 3x     | 1997/98, 2001/02, 2003/04          |      |      |
| FA Cup                                  | 4x     | 1997/98, 2001/02, 2002/03, 2004/05 |      |      |
| FA Charity Shield / FA Community Shield | 4x     | 1998, 1999, 2002, 2004             |      |      |

Als assistent-trainer
| Eredivisie | 3x | 2011/12, 2012/13, 2013/14 |

Individueel als speler
| Prijs                                             |        |                                                          |
| Prijs                                             | Aantal | Jaren                                                    |
| ------------------------------------------------- | ------ | -------------------------------------------------------- |
| Nederlands Talent van het Jaar                    | 1x     | 1990                                                     |
| Nederlands Voetballer van het Jaar                | 2x     | 1991, 1992                                               |
| Topscorer Eredivisie                              | 3x     | 1990/91, 1991/92, 1992/93                                |
| UEFA Europees Kampioenschap Team van het Toernooi | 1x     | 1992                                                     |
| IFFHS Topscorer van de Wereld                     | 1x     | 1992                                                     |
| Ballon d'Or                                       | –      | 1992 (derde plaats), 1993 (tweede plaats),               |
| FIFA World Player of the Year – Bronzen Award     | 2x     | 1993, 1997                                               |
| Topscorer UEFA Cup                                | 1x     | 1993/94                                                  |
| Premier League Player of the Month                | 4x     | Augustus 1997, september 1997, maart 2002, februari 2004 |
| PFA Team of the Year                              | 1x     | 1997/98 (Premier League)                                 |
| FWA Footballer of the Year                        | 1x     | 1997/98                                                  |
| PFA Players' Player of the Year                   | 1x     | 1997/98                                                  |
| BBC Goal of the Season                            | 2x     | 1997/98, 2001/02                                         |
| FIFA WK – All Star Team                           | 1x     | 1998                                                     |
| FIFA 100                                          | –      | Lijst opgesteld in 2004                                  |
| English Football Hall of Fame                     | –      | Toegevoegd in 2007                                       |
| Premier League Hall of Fame                       | –      | Toegevoegd in 2021                                       |

## Carrière

### Als speler

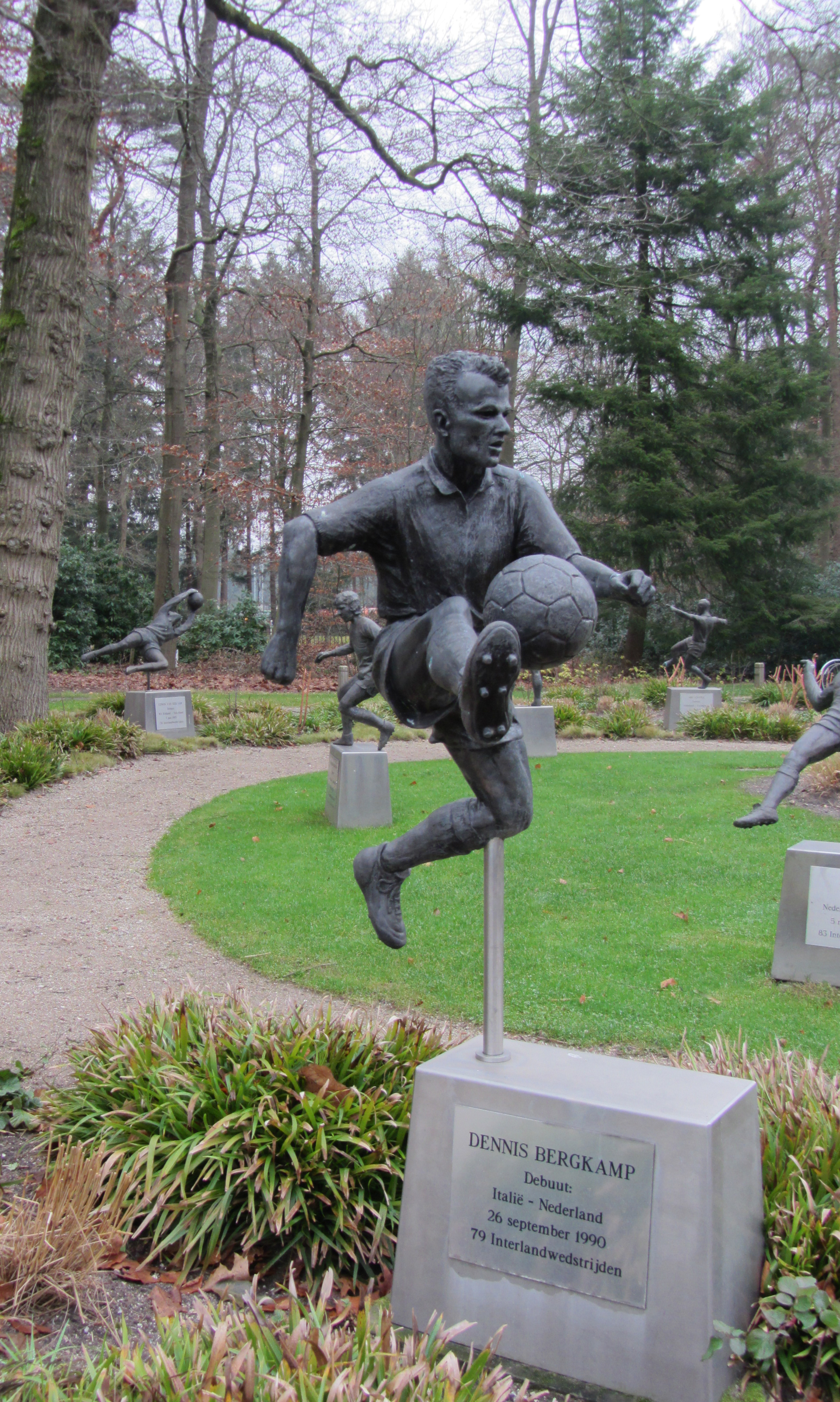
Standbeeld van Dennis Bergkamp op de campus van de KNVB

| Seizoen | Club           | Competitie     | Competitie | Competitie | Beker | Beker | Internationaal | Internationaal | Overig | Overig | Totaal | Totaal |
| Seizoen | Club           | Competitie     | Wed.       | Dlp.       | Wed.  | Dlp.  | Wed.           | Dlp.           | Wed.   | Dlp.   | Wed.   | Dlp.   |
| ------- | -------------- | -------------- | ---------- | ---------- | ----- | ----- | -------------- | -------------- | ------ | ------ | ------ | ------ |
| 1986/87 | Ajax           | Eredivisie     | 14         | 2          | 5     | 0     | 4              | 0              | –      | –      | 23     | 2      |
| 1987/88 | Ajax           | Eredivisie     | 25         | 5          | 4     | 2     | 6              | 1              | 2      | 0      | 37     | 8      |
| 1988/89 | Ajax           | Eredivisie     | 30         | 13         | 3     | 3     | 1              | 0              | –      | –      | 34     | 16     |
| 1989/90 | Ajax           | Eredivisie     | 25         | 8          | 2     | 1     | 1              | 0              | –      | –      | 28     | 9      |
| 1990/91 | Ajax           | Eredivisie     | 33         | 25         | 3     | 1     | –              | –              | –      | –      | 36     | 26     |
| 1991/92 | Ajax           | Eredivisie     | 30         | 24         | 2     | 0     | 11             | 6              | –      | –      | 43     | 30     |
| 1992/93 | Ajax           | Eredivisie     | 28         | 26         | 4     | 4     | 8              | 3              | –      | –      | 40     | 33     |
| 1993/94 | Internazionale | Serie A        | 31         | 8          | 6     | 2     | 11             | 8              | –      | –      | 48     | 18     |
| 1994/95 | Internazionale | Serie A        | 21         | 3          | 1     | 0     | 2              | 1              | –      | –      | 24     | 4      |
| 1995/96 | Arsenal        | Premier League | 33         | 11         | 8     | 5     | –              | –              | –      | –      | 41     | 16     |
| 1996/97 | Arsenal        | Premier League | 29         | 12         | 4     | 2     | 1              | 0              | –      | –      | 34     | 14     |
| 1997/98 | Arsenal        | Premier League | 28         | 16         | 11    | 5     | 1              | 1              | –      | –      | 40     | 22     |
| 1998/99 | Arsenal        | Premier League | 29         | 12         | 6     | 3     | 3              | 1              | 1      | 0      | 39     | 16     |
| 1999/00 | Arsenal        | Premier League | 28         | 6          | 0     | 0     | 11             | 4              | –      | –      | 39     | 10     |
| 2000/01 | Arsenal        | Premier League | 25         | 3          | 5     | 1     | 5              | 1              | –      | –      | 35     | 5      |
| 2001/02 | Arsenal        | Premier League | 33         | 9          | 7     | 3     | 6              | 2              | –      | –      | 46     | 14     |
| 2002/03 | Arsenal        | Premier League | 29         | 4          | 4     | 2     | 7              | 1              | 1      | 0      | 41     | 7      |
| 2003/04 | Arsenal        | Premier League | 28         | 4          | 3     | 1     | 6              | 0              | 1      | 0      | 38     | 5      |
| 2004/05 | Arsenal        | Premier League | 29         | 8          | 4     | 0     | 4              | 0              | 1      | 0      | 38     | 8      |
| 2005/06 | Arsenal        | Premier League | 24         | 2          | 2     | 0     | 4              | 1              | 1      | 0      | 31     | 3      |
| Totaal  | Totaal         |                | 552        | 201        | 84    | 35    | 92             | 30             | 7      | 0      | 735    | 266    |

### Als trainer
| Jaren     | Club        | Functie              |
| --------- | ----------- | -------------------- |
| 2008-2009 | Ajax        | Stagiair             |
| 2008-2009 | Nederland B | Assistent-bondscoach |
| 2009-2011 | Ajax        | Jeugdtrainer         |
| 2011-2017 | Ajax        | Assistent-trainer    |